# Турн-и-Таксис, Инига
Инига Анна Маргарет Вильгельмина Луиза Турн-и-Таксис (нем. Iniga Anna Margarete Wilhelmine Luise, Prinzessin von Thurn und Taxis; 25 августа 1925, Нидерайхбах, Бавария — 17 сентября 2008, Ауфхаузен, Бавария) — принцесса из семьи Турн-и-Таксис, единственная дочь принца Людвига Филиппа и его супруги Елизаветы Люксембургской.

## Биография
Родилась в семье принца Людвига Филиппа Турн-и-Таксиса и его супруги принцессы Елизаветы Люксембургской, пятой дочери Великого герцога Люксембурга Вильгельма IV и Марии Анны Португальской. У неё был младший брат Ансельм, который погиб во Второй мировой войне.
24 мая 1948 года принцесса Инига вышла замуж за принца Эберхарда фон Ураха (1907—1969) в Регенсбурге. Принц Эберхард был 8-й ребёнок Вильгельма, герцога Ураха и его первой жены, герцогини Амалии Баварской. Принц Эберхард умер в 1969 году. В семье родилось пятеро детей:
- Амелия (род. 6 апреля 1949), в 1974 году вышла замуж за Курта-Хильдебранда фон Эйнзиделя (1944—2022). У них родилось восемь детей:
  - Александр фон Эйнзидель (род. 4 января 1976)
  - Елизавета фон Эйнзидель (род. 4 мая 1977), была дважды замужем. Имеет одного сына от второго брака.
  - Инига фон Эйнзидель (род. 11 января 1979), 6 июня 2015 года вышла замуж за графа Бото фон Люттихау (род. 1978). Детей у них нет.
  - София фон Эйнзидель (род. 2 марта 1980), 16 мая 2004 года вышла замуж за Константина фон Эшборна (род. 1974). Супруги имеют одну дочь.
  - Тереза фон Эйнзидель (род. 17 января 1984), 26 июля 2014 года вышла замуж за Франсуа Орлеанского (род. 1982). У них родилось трое детей.
  - Виктория фон Эйнзидель (род. 30 июля 1986)
  - Валерия фон Эйнзидель (род. 30 июля 1986), 31 мая 2025 года вышла замуж за графа Якоба фон унд цу Эльца (род. 1979)[2].
  - Фелицита фон Эйнзидель (род. 23 февраля 1990), в 2015 году вышла замуж за Александра фон Кемписа (род. 1992). У них родилось четверо детей.
- Елизавета (10 декабря 1952 — 20 сентября 2012), замужем не была. Детей не имела.
- Карл Ансельм (род. 5 февраля 1955), в 1991 году женился Саскии Вюстхоф (род. 1968). В браке родилось двое сыновей. Супруги развелись в 1996 году. В 2014 году женился на Уте Праймер (род. 1964):
  - Вильгельм (род. 8 июля 1991)
  - Максимилиан (род. 5 мая 1993)
- Вильгельм Альберт (род. 9 августа 1957), в 1992 году женился на Карине фон Браухич (род. 1959). У них родилось трое детей:
  - Карл Филипп (род. 6 июля 1992)
  - Александра Шарлотта (род. 18 февраля 1994)
  - Луиза Антония (род. 12 февраля 1996)
- Иниго (род. 12 апреля 1962), в 1991 году женился на баронессе Даниэле фон Бодман (род. 1963). У них родилось трое детей:
  - Эберхард (род. 20 октября 1990)
  - Ансельм (род. 29 ноября 1992), в 2018 году женился на Кларе фон Кемпис (род. 1991). У них родилось двое детей.
  - Амелия (род. 11 ноября 1994)

Умерла Инига 17 сентября 2008 года в возрасте 83 лет. Причиной смерти стал рак. Похороны состоялись 23 сентября.

## Титулы
- 25 августа 1925 — 18 мая 1948: Её Светлость Принцесса Турн-и-Таксис
- 18 мая 1948 — 17 сентября 2008: Её Светлость Принцесса фон Урах, графиня Вюртембергская, Принцесса Турн-и-Таксис